# La regina di Saba
La regina di Saba (bra: A Rainha de Sabá) é um filme italiano de 1952, dos gêneros drama, aventura e ficção histórica, dirigido por Pietro Francisci, com trilha de Nino Rota.